# Johann Jakob Steffelin
Johann Jakob Steffelin (* 28. Oktober 1754 in Hagnau; † 27. April 1838 in Friedrichshafen) war ein deutscher Jurist, Verwaltungsbeamter und Oberamtmann, vergleichbar mit einem heutigen Landrat.

## Leben und Beruf
Johann Jakob Steffelin, der Sohn eines Güterverwalters, studierte Rechtswissenschaften an den Universitäten Innsbruck, Orléans und Würzburg. Danach wurde er 1779 Justizbeamter in einem Amt des Klosters Weingarten und ab 1785 Kanzleirat und Oberamtmann in Weingarten. Steffelin wurde 1808 als Oberamtmann Amtsleiter beim Oberamt Neckarsulm und ab 1811 Hafendirektor und Amtmann in Friedrichshafen. 1826 wurde er dieser Stelle enthoben. Johann Jakob Steffelin starb am 27. April 1838.